# Zastolje
Zastolje falu Horvátországban, Dubrovnik-Neretva megyében. Közigazgatásilag Konavle községhez tartozik.

## Fekvése
A Dubrovnik városától légvonalban 28, közúton 34 km-re délkeletre, községközpontjától légvonalban 16, közúton 19 km-re délkeletre, a konavlei mezőtől keletre és az Adria-parti főúttól északra, Dubravka és Gruda között fekszik. 

## Története
A település már a középkortól fogva lakott volt. Területe a 9. és 11. század között Travunja része volt, mely Dél-Dalmácián kívül magában foglalta a mai Hercegovina keleti részét és Montenegró kis részét is. Travunja sokáig a szerb, a zétai és bosnyák uralkodók függőségébe tartozó terület volt. A Raguzai Köztársaság Konavle keleti részével együtt 1419-ben vásárolta meg bosnyák urától a Hranić családtól. A Nagyboldogasszony tiszteletére szentelt temploma is középkori eredetű és a 15. században már állt. 
Az 1806-ban a Konavléra rátörő orosz és montenegrói sereg a település házait is kifosztotta, közülük sokat fel is gyújtottak. A köztársaság bukása után 1808-ban Dalmáciával együtt ez a térség is a köztársaságot legyőző franciák uralma alá került, de Napóleon bukása után 1815-ben a berlini kongresszus Dalmáciával együtt a Habsburgoknak ítélte. 1857-ben 256, 1910-ben 262 lakosa volt. 1918-ban az új szerb–horvát–szlovén állam, majd később Jugoszlávia része lett. A délszláv háború idején 1991 októberében a jugoszláv hadsereg, valamint szerb és montenegrói szabadcsapatok foglalták el a települést, majd kifosztották és felégették. A lakosság nagy része a jól védhető Dubrovnikba menekült és csak 1992 októberének végén térhetett vissza. A háború után rögtön megindult az újjáépítés. A településnek 2011-ben 150 lakosa volt. Lakói főként mezőgazdasággal foglalkoznak.

## Népesség
| Lakosság változása | Lakosság változása | Lakosság változása | Lakosság változása | Lakosság változása | Lakosság változása | Lakosság változása | Lakosság változása | Lakosság változása | Lakosság változása | Lakosság változása | Lakosság változása | Lakosság változása | Lakosság változása | Lakosság változása | Lakosság változása |
| ------------------ | ------------------ | ------------------ | ------------------ | ------------------ | ------------------ | ------------------ | ------------------ | ------------------ | ------------------ | ------------------ | ------------------ | ------------------ | ------------------ | ------------------ | ------------------ |
| 1857               | 1869               | 1880               | 1890               | 1900               | 1910               | 1921               | 1931               | 1948               | 1953               | 1961               | 1971               | 1981               | 1991               | 2001               | 2011               |
| 256                | 245                | 244                | 250                | 264                | 262                | 207                | 201                | 208                | 208                | 194                | 175                | 167                | 142                | 143                | 150                |

## Nevezetességei
- A Nagyboldogasszony templom 15. századi eredetű, de a középkori templomot rossz állapota miatt 1998-ban lebontották és a helyére egy nagyobb templomot építettek.

- A Szent Miklós templom a 19. században épült, 1979-ben a földrengés súlyosan megrongálta. 1998-ban felújították.

- A dobruši Szent Rókus-kápolna az itteni birtokos Car család magánkápolnájaként épült. Körülötte régi sírkövek találhatók.

- A dobruši temetőben álló Szent Tamás-kápolna 1806-ban leégett, de rögtön utána újjáépítették. Az utóbbi évtizedben újra megújították.